# 蔡心讓
蔡心讓（1950年—1984年3月30日），生於臺灣桃園縣龜山鄉公西村（今桃園市龜山區），於1984年3月30日下午3時半闖入臺北市中正區螢橋國民小學2年1班教室，以油漆罐潑出盛滿的硫酸，造成42名學童及輔導老師張丹華腐蝕灼傷，為「螢橋國小潑酸事件」。精神狀態不穩定的蔡心讓犯案之後，取出尖刀猛刺自己5刀之後自殺身亡，此事件震驚整個尚處於戒嚴時期的臺灣社會。

## 生平

### 早年
蔡心讓1950年生於桃園縣龜山鄉公西村，在家中排行第六。他從桃園龜山大崗國小畢業後，就到臺北市東園街怡昌油漆行做學徒，歷經三年出師後四處替人做工，平日少與家人聯絡。1975年底以結婚的名義向母親蔡許福來借了新台幣1萬元，竟沒有邀請任何家人參加。蔡與第一任前妻育有一子，離婚後兩人為了扶養權打了兩年的官司。後來蔡心讓與第二任妻子陳麗瑢結婚，岳父告知其女患有精神病，且允許夫妻兩人住在士林區中山北路6段792巷26弄104號3樓妻子名下登記的房屋。但岳父拒絕過戶給蔡心讓之後，後者機常藉故吵鬧，甚至在1982年12月29日清晨縱火焚屋，被臺北地方法院依公共危險罪判處罰鍰500銀元。另外，蔡也有公共危險罪、竊佔罪及傷害罪等前科。
由於縱火時燒傷自己，四哥蔡得利好心將蔡心讓接回新莊市家中養傷。但他為人孤僻故與兄嫂格格不入，最後在1983年6月底兄弟倆為了要蔡心讓搬走之事大打出手，因而鬧進頭前派出所。同年12月蔡心讓搬到永和市中正路131號4樓處租屋，據葛姓房東指稱蔡心讓在租屋的4個月期間曾故意不關大門、水龍頭、瓦斯、電燈，亂撥打長途電話、弄壞收音機和電視、竊取其打火機等。他也曾替蔡心讓介紹送報工作及借錢，蔡卻嫌早起太辛苦，反而天天妄想一夕致富。妄想飛黃騰達的蔡心讓自報章雜誌裡東拼西湊成一本《父母的心聲》，另外從鄭豐喜著作《汪洋中的一條船》得到靈感，除自費印刷4千本小冊，並將書中兩篇文章央人以毛筆正楷書於卷軸上，連同小冊寄給政府首長、大學校長及知名作家。結果只有5位知名人士回信，他便將這些書信列於小冊，然而銷路不佳的《父母的心聲》使他更加憤世嫉俗。

### 螢橋國小潑酸事件
1984年3月30日下午3點半，蔡心讓闖入螢橋國小2年1班的教室，一言不發地打開裝滿硫酸的油漆罐後，潑向正在上課的53位學童與輔導老師張丹華。教室內隨即傳出哀嚎哭喊聲，得逞之後蔡心讓取出尖刀猛刺自己5刀自殺。隔壁班沈信田老師聽到呼叫聲，和工友張坤山趕往2年1班教室，指揮學童沖水清洗並安撫情緒，而且報警與呼叫救護車。經急救之後，共有42名孩童與張丹華老師送往臺北市立和平醫院，傷勢嚴重的官聲彥則轉送三軍總醫院，5名輕傷學童返家休養。
其中傷勢最嚴重的當屬官聲彥，他的臉部慘遭毀容、雙眼失明、右耳失聰，走在路上有人叫他ET或怪物，使得其心靈受到二度傷害。2年後他遠渡重洋至美國治療眼睛，雖然手術失敗，但他覺得當地環境對身心障礙者比較友善，官家因此決定移民美國。灼傷第二嚴重的蔡淑暖立刻住進和平醫院的燙傷中心，但卻有流言傳出她是蔡心讓與第一任前妻所生的女兒，因為蔡要報復前妻才會潑酸。經過校方查證，蔡心讓的子女根本沒有就讀螢橋國小。

### 下場
蔡心讓自戕死亡之後，臺北地檢署檢察官李尚澤在當日傍晚偕同法醫梅柱德前往和平醫院太平間相驗，發現死者左手腕一刀、右手腕二刀、左上腹及右上腹各一刀，刀傷與兇刀形狀相符，由於用力過猛刀尖已經彎曲，確認係自殺無誤。偵辦本案的檢察官李尚澤，傳訊兇嫌父兄到庭說明其生前交往狀況和行兇原因。李檢察官認為蔡心讓可能因「心態極度不平衡」而產生報復心理，但未達心神喪失之程度。因為案發後蔡心讓自戕死亡，因此依《刑法》第252條第6款之規定，予以不起訴處分。

### 影響
潑酸慘案爆發之後，臺灣社會輿論開始檢討長期受到忽視的精神疾病及校園安全問題。臺北市政府不等中央撥款，便自行籌款聘僱學校警衛以保護學童安全。當時仍將精神病汙名化（比如龍發堂引發的爭議），使得蔡心讓無法接受全面的專業治療和社會支持。

## 外部連結
- 華視新聞：螢橋國小潑毒案42名學童被灼傷 （页面存档备份，存于）
- 管仁健觀點》從螢橋潑酸到八仙塵爆 （页面存档备份，存于）